# 九星気学
九星気学（きゅうせい・きがく）とは、生れた年月日の九星と干支、五行を組合わせた占術。方位の吉凶を知るために使われることが多い。九星術を元に明治42年に園田真次郎が気学としてまとめたものと、それ以前の九星術と合わせて九星気学と総称される。生年月日によって定まる九星と十二支と、方位の吉凶を知りたい日の九星と十二支を元に占う。九星と十二支は年・月・日・時のそれぞれにあるが、このうち年と月が運勢に大きく関係するとされる。また、生年によって定まる九星を本命星、生まれ月によって定まる九星を月命星という。
九星はある決まった法則で各方位を巡回することになっており、生年月日によって定まる九星と十二支との関係で各方位の吉凶を占う。

## 九星
| 四 | 九 | 二 |
| 三 | 五 | 七 |
| 八 | 一 | 六 |

九星とは以下をいう。
- 一白水星
- 二黒土星
- 三碧木星
- 四緑木星
- 五黄土星
- 六白金星
- 七赤金星
- 八白土星
- 九紫火星

ただし中国占術において「九星」と総称されるものは多岐にわたっており、他の九星と区別する必要がある場合は紫白九星と呼ぶ。これは園田気学では否定されたが、九星術の古形では三つの白の星である、一白、六白、八白を大吉とし、九紫を中吉としたことにちなんでいる。
なお五黄は大凶の星であり、五黄と相対する方位も凶とされる。

## 九星の循環
日時の九星の九星の循環には幾つかの異説があるが、年月の九星についてはその循環のさせ方がほぼ固まっている。年については180年を一つの周期としている。180年の最初の干支は甲子で、干支の周期である60年を一つのくくりとして、上元、中元、下元に分けられている。最も近い上元は1864年から始まっており、2008年現在は下元であり、一白の年である。上元の甲子年を一白として、九紫、八白と星についている数字が減るように循環させて行く。この数が減る循環のさせ方を陰遁とよんでいる。
月の九星の循環のさせ方は、年でいう上元甲子年の九星術における正月である丙寅月を八白として陰遁させる。1年は12ヶ月であり、12と9の最小公倍数が36であるので、月の九星の循環は3年を一つの周期としている。

## 方位との関係
| 三 | 八 | 一 |
| 二 | 四 | 六 |
| 七 | 九 | 五 |

対象とする日の定位盤（年盤、月盤、日盤）を各方位に対応させ、本命星の相性により吉凶を判断するが、特に六大凶方とされる凶方位がある。小児殺を含めて七大凶方ともいう。なお暗剣殺、五黄殺、歳破、月破、日破、時破は全ての人に凶方位となる。
（右図の一例は四緑が中宮の場合で暗剣殺は東南（三）、五黄殺は北西（五）である。なお盤は南が上）
暗剣殺（あんけんさつ）その年の五黄土星のある方位の反対側の方位。（五黄土星の年（五黄土星が中央にあるとき）には存在しない。）
五黄殺（ごおうさつ）その年の五黄土星のある方位。
本命殺（ほんめいさつ）その年にその人の本命星のある方位。（その年がその人の本命星のとき（本命星が中央にあるとき）には存在しない。）
本命的殺（ほんめいてきさつ）その年にその人の本命星のある方位の反対側の方位。
月命殺（げつめいさつ）その人の月命星のある方位。
月命的殺（げつめいてきさつ）その人の月命星のある方位の反対側の方位。
歳破（さいは）その年の十二支の反対側の方位。
月破（げっぱ）その月の十二支の反対側の方位。
日破（にっぱ）その日の十二支の反対側の方位。
時破（じは）その時間の十二支の反対側の方位。
定位対冲（ていいたいちゅう、じょういたいちゅう）
小児殺（しょうにさつ）小月建ともいい、子供の健康に影響のあるとされる方位。その年の十二支とその月により方位が定まる。

## 各九星が象徴するもの
- 一白水星

　対応後天八卦：（坎）　対応十二支：子
- 二黒土星

　対応後天八卦：（坤）　対応十二支：未申
- 三碧木星

　対応後天八卦：（震）　対応十二支：卯
- 四緑木星

　対応後天八卦：（巽）　対応十二支：辰巳
- 五黄土星

　対応後天八卦：無し　方位：中央　季節：無し
- 六白金星

　対応後天八卦：（乾）　対応十二支：戌亥
- 七赤金星

　対応後天八卦：（兌）　対応十二支：酉
- 八白土星

　対応後天八卦：（艮）　対応十二支：丑寅
- 九紫火星

　対応後天八卦：（離）　対応十二支：午
九星と対応する十二支は、季節であり、方位であり、時刻でもある。例えば四緑木星に対応する十二支は、辰巳であるが季節でいえば辰月から巳月つまり4月から5月までに対応し、方位でいえば南東であり、時刻でいえば辰刻から巳刻つまり午前7時から11時までに対応している。